# Tractat de Brindisi
El Tractat de Brindisi fou un pacte negociat a la ciutat de Brundisium (l'actual Bríndisi) l'any 40 aC entre els tres membres del Segon Triumvirat: Gai Juli Cèsar Octavià (el futur Cèsar August), Marc Antoni i Marc Emili Lèpid.
El tractat es pot emmarcar en una situació d'inestabilitat política, la qual succeí després de la mort de Juli Cèsar el 15 de març de l'any 44 aC. D'entre totes les persones que ambicionaven ocupar el lloc regentat per Cèsar, aviat en despuntà el seu fill adoptiu, Octavià, i el seu lloctinent, Marc Antoni, tots dos, al principi, units per combatre contra Cassi i Brut. Per poder fer front als assassins de Cèsar, i oficialment per restaurar l'ordre públic i tornar l'estabilitat a la República, Octavià, Marc Antoni i Lèpid establiren el Segon Triumvirat el 43 aC. El Triumvirat tenia una durada quinquennal i, a diferència del Primer Triumvirat, era un pacte legal; a més es repartiren l'Estat romà entre els tres senadors.
L'acord que establí el Segon Triumvirat es demostrà de seguida molt feble, tant que entrà en crisi l'any després de la batalla de Filipos, en la qual triomfaren Marc Antoni i Octavià (Lèpid es quedà a Roma). Amb el tractat Marc Antoni obtingué la Gàl·lia i les províncies orientals, amb la missió de reorganitzar-les, Octavià decidí sàviament establir-se al centre del poder, a Roma, malgrat que la península italiana es trobava devastada, i administrar les zones occidentals de la República, per així guanyar influència al Senat i enfortir el seu poder polític; mentrestant, Lèpid es quedà amb la província d'Àfrica i de Numídia, tot i que progressivament fou marginat per Octavià. De mica en mica, la cohesió entre els triumvirs es feu més feble, les relacions més desequilibrades i les àrees d'influència es polaritzaren en «est-oest», preconitzant quatre segles abans la divisió de l'Imperi Romà sota els governs de Dioclecià i Teodosi.
La situació es precipità amb la Guerra de Perusa el 41 aC, en la qual la dona d'Antoni, Fúlvia, i el seu germà, el cònsol Luci Antoni, s'erigiren com a portaveus dels desposseïts itàlics i dels senadors que afirmaven la preeminència del poder consular sobre el poder del Segon Triumvirat. El conflicte acabà amb la victòria d'Octavià, el qual envià a l'exili Fúlvia i nomenà governador d'Hispània Luci, per allunyar-lo de Roma. Aquestes accions aconseguiren que augmentés la tensió entre els dos triumvirs.
Antoni tornà a Itàlia i desembarcà a Bríndisi, on es reuní amb Octavià, qui, amb la mediació de Mecenes, els dos senadors establiren l'acord de Bríndisi, on també s'acordà el matrimoni entre Marc Antoni i la germana d'Octavià, Octàvia Menor. Amb aquest nou tractat, que substituí el de l'any 43 aC, es feu una nova divisió de poder:
- Lèpid mantingué Àfrica, però continuà estant en segon pla (finalment Octavià li prengué la província d'Àfrica, tot i que Lèpid mantingué el seu títol de pontífex màxim).
- Antoni rebé les províncies orientals i perdé el control de la Gàl·lia.
- Octavià obtingué les províncies occidentals, Itàlia i Il·líria.

La pau obtinguda a Bríndisi fou breu i la guerra entre Octavià i Marc Antoni esclatà l'any 32 aC. Amb la derrota d'Antoni i Cleòpatra a la batalla d'Àccium el 31 aC i la mort de tots dos un any després, Octavià esdevingué el líder indiscutible de l'agònica República Romana. L'any 27 aC Octavià tornà el poder oficialment al Senat, donant lloc al període de la història conegut com a Imperi Romà.